# Méré (Yvelines)
Méré és un municipi francès, situat al departament d'Yvelines i a la regió de Illa de França. L'any 2007 tenia 1.703 habitants.
Forma part del cantó d'Aubergenville, del districte de Rambouillet i de la Comunitat de comunes Cœur d'Yvelines.

## Demografia

### Població
El 2007 la població de fet de Méré era de 1.703 persones. Hi havia 627 famílies, de les quals 112 eren unipersonals (52 homes vivint sols i 60 dones vivint soles), 216 parelles sense fills, 275 parelles amb fills i 24 famílies monoparentals amb fills.
La població ha evolucionat segons el següent gràfic:
Habitants censats

### Habitatges
El 2007 hi havia 703 habitatges, 631 eren l'habitatge principal de la família, 46 eren segones residències i 27 estaven desocupats. 662 eren cases i 36 eren apartaments. Dels 631 habitatges principals, 537 estaven ocupats pels seus propietaris, 75 estaven llogats i ocupats pels llogaters i 19 estaven cedits a títol gratuït; 4 tenien una cambra, 23 en tenien dues, 65 en tenien tres, 112 en tenien quatre i 427 en tenien cinc o més. 531 habitatges disposaven pel capbaix d'una plaça de pàrquing. A 237 habitatges hi havia un automòbil i a 364 n'hi havia dos o més.

### Piràmide de població
La piràmide de població per edats i sexe el 2009 era:
| Homes | Edats   | Dones |
| ----- | ------- | ----- |
| 0     | 95 o +  | 8     |
| 4     | 90 a 94 | 4     |
| 4     | 85 a 89 | 8     |
| 24    | 80 a 84 | 0     |
| 24    | 75 a 79 | 12    |
| 16    | 70 a 74 | 16    |
| 44    | 65 a 69 | 28    |
| 36    | 60 a 64 | 60    |
| 56    | 55 a 59 | 56    |
| 36    | 50 a 54 | 64    |
| 84    | 45 a 49 | 48    |
| 52    | 40 a 44 | 64    |
| 60    | 35 a 39 | 76    |
| 64    | 30 a 34 | 56    |
| 36    | 25 a 29 | 36    |
| 28    | 20 a 24 | 40    |
| 44    | 15 a 19 | 64    |
| 80    | 10 a 14 | 84    |
| 56    | 5 a 9   | 88    |
| 52    | 0 a 4   | 48    |

## Economia
El 2007 la població en edat de treballar era de 1.096 persones, 751 eren actives i 345 eren inactives. De les 751 persones actives 713 estaven ocupades (382 homes i 331 dones) i 38 estaven aturades (13 homes i 25 dones). De les 345 persones inactives 96 estaven jubilades, 165 estaven estudiant i 84 estaven classificades com a «altres inactius».

### Ingressos
El 2009 a Méré hi havia 625 unitats fiscals que integraven 1.762 persones, la mediana anual d'ingressos fiscals per persona era de 29.863 €.

### Activitats econòmiques
Dels 152 establiments que hi havia el 2007, 1 era d'una empresa de fabricació de material elèctric, 1 d'una empresa de fabricació d'elements pel transport, 15 d'empreses de fabricació d'altres productes industrials, 18 d'empreses de construcció, 37 d'empreses de comerç i reparació d'automòbils, 8 d'empreses de transport, 3 d'empreses d'hostatgeria i restauració, 8 d'empreses d'informació i comunicació, 8 d'empreses financeres, 13 d'empreses immobiliàries, 22 d'empreses de serveis, 11 d'entitats de l'administració pública i 7 d'empreses classificades com a «altres activitats de serveis».
Dels 31 establiments de servei als particulars que hi havia el 2009, 6 eren tallers de reparació d'automòbils i de material agrícola, 1 autoescola, 4 paletes, 2 guixaires pintors, 4 fusteries, 3 electricistes, 2 empreses de construcció, 2 perruqueries, 1 restaurant i 6 agències immobiliàries.
Dels 3 establiments comercials que hi havia el 2009, 1 era un hipermercat, 1 una peixateria i 1 una botiga de roba.
L'any 2000 a Méré hi havia 4 explotacions agrícoles.

## Equipaments sanitaris i escolars
L'únic equipament sanitari que hi havia el 2009 era una ambulància.
El 2009 hi havia 1 escola maternal i 1 escola elemental.

## Poblacions més properes
El següent diagrama mostra les poblacions més properes.